# Carmelita González
Carmen González Hernández (Ciudad de México, 11 de julio de 1928-Ciudad de México, 30 de abril de 2010), conocida como Carmelita González, fue una actriz mexicana, principalmente reconocida por sus participaciones en numerosas películas, como Dos tipos de cuidado (1953), con Pedro Infante y Jorge Negrete, Soy un prófugo (1946), con Mario Moreno “Cantinflas”, Las locuras de Tin-Tan (1952), con Germán Valdés “Tin-Tan”, Barrio Bajo (1950) con Adalberto Martínez “Resortes”, y Pura Vida (1956), con Antonio Espino “Clavillazo”.

## Biografía y carrera
Carmen González Hernández nació el 17 de julio de 1928 en Ciudad de México, siendo hija de Enrique González del Campo y Soledad Hernández, y teniendo siete hermanos. Estudió francés e inglés en Estados Unidos cuando cursaba la carrera de Relaciones Internacionales, pues su padre se empeñaba en que tuviera una carrera universitaria. Por ser una joven tal hermosa, llamó la atención del público, productores y cineastas empezando a ganar 21 pesos, pero fue tal su éxito que ganó en un mes 500 pesos. Al lado de Jorge Negrete compartió créditos en 1945 en la película Camino de Sacramento. Su padrino cinematográfico fue Luis Aguilar, El Gallo de Oro.
Pedro Infante, El ídolo de Guamúchil, ordenó que en Los hijos de María Morales (1952), Carmelita tuviera un papel fundamental. En 1953 volvió a trabajar con él y Jorge Negrete, El Charro Cantor, en Dos tipos de cuidado. Esta actuación le valió una Diosa de Plata.
Sus participaciones más famosas fueron en las películas El cuarto mandamiento (1948), Subida al cielo (1952), dirigida por el cineasta español Luis Buñuel; Las locuras de Tin-Tan (1952), Huracán Ramírez, así como Motel, por la cual recibió el premio Ariel. Participó en melodramas como Secreto de confesión (1965), Clarisa (1993), Cuando llega el amor (1990), Volver a empezar (1994), Sentimientos ajenos (1996) Alegrijes y rebujos y 'Amar otra vez (2003), entre muchas más.
A lo largo de sus 50 años de carrera, Carmelita González realizó los personajes femeninos de la puesta en escena Don Juan Tenorio.
Durante cuatro años fue auxiliar en Previsión Social y administradora de la tienda de la ANDA, así como del restaurante y la dulcería del teatro Jorge Negrete.
Se casó con el actor Eduardo Fajardo, aunque el matrimonio no duró mucho; procreó dos hijos; José Antonio (fallecido en 1977 a los 21 años en un accidente automovilístico) y Paloma del Rocío nacida el 25 de septiembre de 1958.
Se le recuerda particularmente por su actuación en el filme Dos tipos de cuidado, estelarizado por Pedro Infante y Jorge Negrete, donde hace el papel de "Chayito", mujer que confronta a los grandes amigos "Pedro Malo" y "Jorge Bueno" por un malentendido.
Fue protagonista en radionovelas de la serie Rayo de Plata al lado de otros grandes de la radio como Alberto Pedret.

### Muerte
Carmelita González murió de neumonía en el hospital Santa Elena de la Ciudad de México el 30 de abril de 2010, a los 81 años de edad. Sus restos fueron cremados y su hija Paloma conserva sus cenizas.

## Filmografía

### Cine
- Reclusorio III (1999)
- Amor que mata (1994)
- Gas, food lodging (1992)
- AR-15: Comando implacable (1992)
- Las paradas de los choferes (1991)
- Cuando te veo palpito (1991)
- Pedro Infante vive? (1991)
- Bestia nocturna (1990)
- Las aventuras de Super Chi-do (1990)
- Un corazón para dos (1990)
- Noche de pánico (película) (1990)
- El garañón (1989)
- Terror, sexo y brujería (1989)
- Pandilla de cadeneros (1988)
- El cabaretero y sus golfas (1988)
- El vergonzoso (1988)
- El diablo, el santo y el tonto (1987)
- Cinco nacos asaltan Las Vegas (1987)
- El cachas de oro (1986)
- Sinvergüenza pero honrado (1985)
- Motel (1984)
- El sinvergüenza (1984)
- Se sufre pero se goza (1984)
- El judicial (1984)
- Niño pobre, niño rico (1983)
- La banda de la sotana negra (1983)
- El torito de Tepito (1982)
- Las braceras (1981)
- La cosecha de mujeres (1981)
- La pachanga (1981)
- El torito puños de oro (1979)
- Cartas de amor de una monja (1978)
- Los amantes fríos (1978)
- Sor tequila (1977)
- Albures mexicanos (1975)
- Lerpar (1975)
- Pedro Só (1972)
- Lotaçāo Esgotada (1972)
- La venganza de Huracán Ramírez (1967)
- Aventura en el palacio viejo (1967)
- El hijo de Huracán Ramírez (1966)
- El señor doctor (1965)
- El misterio de Huracán Ramírez (1962)
- Espiritismo (1962)
- El hombre del expreso de Oriente (1962)
- Los inocentes (1961)
- El hombre que perdió el tren (1960)
- S.O.S., abuelita (1959)
- Sucedió en México (1958)
- Bodas de oro (1956)
- El hombre que quiso ser pobre (1956)
- Pura vida (1956)
- La vida es maravillosa (1956)
- Ofrenda (1954)
- Hijas casaderas (1954)
- La ladrona (1954)
- Venganza en el circo (1954)
- Reportaje (1953)
- Dos tipos de cuidado (1953)
- El jugador (1953)
- Canción de cuna (1953)
- Huracán Ramírez (1953)
- Sor Alegría (1952)
- Los hijos de nadie (Dos caminos) (1952)
- Subida al cielo (1952)
- Los hijos de María Morales (1952)
- Las locuras de Tin-Tan (1952)
- La trinca del aire (1951)
- Doña Clarines (1951)
- Los apuros de mi ahijada (1951)
- Barrio bajo (1950)
- Aventuras de un nuevo rico (1950)
- Yo también soy de Jalisco (1950)
- Matrimonio y mortaja (1950)
- El charro Negro en el norte (1949)
- Ángeles de arrabal (1949)
- El hijo del bandido (1949)
- Yo maté a Juan Charrasqueado (1949)
- Comisario en turno (1949)
- Se la llevó el Remington (1948)
- El gallo giro (1948)
- El cuarto mandamiento (1948)
- Casbah (1948)
- Que Dios me perdone (1948)
- El muchacho alegre (1948)
- E o Mundo se Diverte (1948)
- Tycoon (1947)
- La niña de mis ojos (1947)
- Twilight on the Río Grande (1947)
- Una extraña mujer (1947)
- El ropavejero (1947)
- Soy un prófugo (1946)
- El barchante Neguib (1946)
- Las colegialas (1946)
- El puente del castigo (1946)
- No basta ser charro (1946)
- Las cinco advertencias de Satanás (1945)
- Marina (1945)
- Camino de Sacramento (1945)

### Televisión
- Amar otra vez (2004) .... Lidia
- Alegrijes y rebujos (2003)[2][3]
- Así son ellas (2002) .... Tía Lluvia
- Navidad sin fin (2001) .... Natividad
- Por un beso (2000) .... Elodia
- Mi destino eres tú (2000) .... Asunción Rivadeneira
- Alma rebelde (1999) .... Simona
- Gotita de amor (1998) .... Honoria
- El secreto de Alejandra (1997) .... Doña Pura
- La sombra del otro (1996) .... Coco de la Riva
- Sentimientos ajenos (1996) .... Inés
- Mujer, casos de la vida real (1995-2005) .... Varios personajes[4]
- Bajo un mismo rostro (1995) .... Lucía
- Más allá del puente (1994) .... Quecha
- Volver a empezar (1994) .... Encarnita
- Clarisa (1993) .... Sofía
- Ángeles sin paraíso (1992) .... Amalia
- Ángeles blancos (1990) .... Dolores
- Cuando llega el amor (1989) .... Carmen de Ramírez
- El pecado de Oyuki (1988) .... Celadora Shizuko
- Leona Vicario (1982) .... Camil a Fernández
- El medio pelo (1980) .... Chayo
- Corazones sin rumbo (1980) .... Rocío
- Rosalía (1978)
- Los bandidos de Río Frío (1976) .... Pascuala
- Hermanos Coraje (1972) .... Dalia
- Pequeñeces (1971)
- El ojo de vidrio (1969)
- Secreto de confesión (1965)
- Culpas ajenas (1961)